# Simón VI de Lippe
El Conde Simón VI de Lippe (Detmold, Alemania; 15 de abril de 1554-Brake [ahora parte de Lemgo]; 7 de diciembre de 1613) fue un conde imperial y gobernador del Condado de Lippe desde 1563 hasta su muerte.

## Biografía
Simón era el hijo del Conde Bernardo VIII de Lippe (1527-1563) y de su esposa Catalina (1524-1583), hija del Conde Felipe III de Waldeck-Eisenberg y de Ana de Cléveris. Como todavía era menor de edad cuando su padre murió, su tío Hermann Simón de Pyrmont asumió la regencia hasta 1579.
Simón era un príncipe inteligente, un hombre del ideal del Renacimiento. Mantuvo correspondencia con muchos destacados científicos de su tiempo, entre ellos Tycho Brahe y Jost Bürgi. Actuó como consejero y chambelán del emperador del Sacro Imperio Rodolfo II, para quien llevó a cabo misiones diplomáticas, como la mediación en disputas de herencia entre príncipes. Actuó como intermediario y agente en el comercio de pinturas holandesas.
El castillo de Brake había sido comprometido a Christoph von Donop entre 1562 y 1570. En 1584-1589, Simón lo amplió en estilo de Renacimiento del Weser y lo usó como residencia hasta su muerte. En septiembre de 1599 sufrió una severa derrota en el Sitio de Rees por los españoles. A partir de 1600, empleó al arquitecto militar holandés Johan van Rijswijk. Bajo el reinado de Simón VI, el Condado se convirtió al Calvinismo en 1605. Usando el privilegio monárquico del cuius regio, eius religio, urgió a la conversión de la Iglesia de Lippe al calvinismo. Esto llevó a una disputa con muchos de sus súbditos, especialmente la Ciudad Libre y Hanseática de Lemgo, que había sido luterana desde 1522. Lemgo desafió el edicto de conversión al calvinismo, liderando la "Revuelta de Lemgo". Esta disputa religiosa fue resuelta por la Paz de Röhrentrup en 1617, otorgando a Lemgo el derecho a determinar su fe independientemente. La minoría luterana solo se volvió a unir a la Iglesia Reformada de Lippe en 1882.
Simón poseía una extensa biblioteca. Sirvió como biblioteca de la corte, así como de colección de un político y diplomático profesional. Contenía obras teológicas e históricas, así como literatura filosófica y jurisprudencial. Más tarde se convirtió en la base de la Biblioteca del Estado de Lippe en Detmold, donde la colección se conserva todavía.
Simón murió en 1613 y fue sucedido por su hijo mayor sobreviviente, Simón VII, quien trasladó la sede de gobierno de nuevo a Detmold. El hijo menor de Simón VI, Felipe I, fundó más tarde la línea de Schaumburg-Lippe, cuya sede de gobierno se hallaba en Bückeburg.

## Matrimonio e hijos
En 1578, Simón contrajo matrimonio con Armgard de Rietberg (fallecida: 13 de julio de 1584). Este matrimonio no tuvo hijos.
En 1585, contrajo matrimonio con Isabel, hija del Conde Otón IV de Schaumburg y Holstein-Pinneberg. Tuvieron los siguientes hijos:
- Bernardo (1586-1602)
- Simón VII (1587-1627), primer matrimonio en 1607 con Ana Catalina de Nassau-Wiesbaden, segundas nupcias en 1623 con María Magdalena de Waldeck-Wildungen.
- Otón (1589-1657), Conde de Lippe-Brake, desposó a Margarita de Nassau-Dillenburg (1606-1661).
- Hermann de Lippe-Schwalenberg.
- Isabel (1592-1646), desposó en 1612 al Conde Jorge Hermann de Holstein-Schaumburg.
- Catalina (1594-1600)
- Magdalena (1595-1640)
- Úrsula (1598-1638), desposó en 1617 al Príncipe Juan Luis de Nassau-Hadamar.
- Sofía (1599-1653), desposó en 1626 al Príncipe Luis de Anhalt-Köthen.
- Felipe I (1601-1681), Conde de Schaumburg-Lippe, desposó a la Landgravina Sofía de Hesse-Kassel.